# Cadel Evans Great Ocean Road Race 2016
La 2e édition de la Cadel Evans Great Ocean Road Race a eu lieu le 31 janvier 2016. La course fait partie du calendrier UCI Oceania Tour 2016 en catégorie 1.HC.
L'épreuve a été remportée en solitaire par le Britannique Peter Kennaugh (Sky) qui s'impose de six secondes devant un peloton d'une vingtaine de coureurs réglé au sprint par l'Australien Leigh Howard (IAM) devant l'Italien Niccolò Bonifazio (Trek-Segafredo).

## Présentation

### Équipes
Classée en catégorie 1.HC de l'UCI Oceania Tour, la Cadel Evans Great Ocean Road Race est par conséquent ouverte aux WorldTeams dans la limite de 65 % des équipes participantes, aux équipes continentales professionnelles, aux équipes continentales et aux équipes nationales.
Vingt-deux équipes participent à cette Cadel Evans Great Ocean Road Race - neuf WorldTeams, cinq équipes continentales professionnelles, sept équipes continentales et une équipe nationale :
| UCI WorldTeams  | UCI WorldTeams | UCI WorldTeams |
| Nom de l'équipe | Pays           | Code           |
| --------------- | -------------- | -------------- |
| BMC Racing      | États-Unis     | BMC            |
| Dimension Data  | Afrique du Sud | DDD            |
| IAM             | Suisse         | IAM            |
| Katusha         | Russie         | KAT            |
| Lotto NL-Jumbo  | Pays-Bas       | TLJ            |
| Lotto-Soudal    | Belgique       | LTS            |
| Orica-GreenEDGE | Australie      | OGE            |
| Sky             | Royaume-Uni    | SKY            |
| Trek-Segafredo  | États-Unis     | TFS            |

| Équipes continentales professionnelles | Équipes continentales professionnelles | Équipes continentales professionnelles |
| Nom de l'équipe                        | Pays                                   | Code                                   |
| -------------------------------------- | -------------------------------------- | -------------------------------------- |
| Drapac                                 | Australie                              | DPC                                    |
| Nippo-Vini Fantini                     | Italie                                 | NIP                                    |
| Novo Nordisk                           | États-Unis                             | TNN                                    |
| ONE                                    | Royaume-Uni                            | ONE                                    |
| UnitedHealthcare                       | États-Unis                             | UHC                                    |

| Équipes continentales    | Équipes continentales | Équipes continentales |
| Nom de l'équipe          | Pays                  | Code                  |
| ------------------------ | --------------------- | --------------------- |
| Attaque Gusto            | Taipei chinois        | ATG                   |
| Avanti IsoWhey Sports    | Australie             | AIW                   |
| Data3 Cisco Racing-Scody | Australie             | DSR                   |
| JLT Condor               | Royaume-Uni           | JLT                   |
| Kenyan Riders Downunder  | Kenya                 | KRD                   |
| St George Merida         | Australie             | STG                   |
| State of Matter MAAP     | Australie             | SOM                   |

| Équipe nationale             | Équipe nationale | Équipe nationale |
| Nom de l'équipe              | Pays             | Code             |
| ---------------------------- | ---------------- | ---------------- |
| Équipe nationale d'Australie | Australie        | AUS              |

## Classements

### Classement final
| Classement final | Classement final  | Classement final | Classement final | Classement final  |
|                  | Coureur           | Pays             | Équipe           | Temps             |
| ---------------- | ----------------- | ---------------- | ---------------- | ----------------- |
| 1er              | Peter Kennaugh    | Royaume-Uni      | Sky              | en 4 h 4 min 59 s |
| 2e               | Leigh Howard      | Australie        | IAM              | + 6 s             |
| 3e               | Niccolò Bonifazio | Italie           | Trek-Segafredo   | + 6 s             |
| 4e               | Pim Ligthart      | Pays-Bas         | Lotto-Soudal     | + 6 s             |
| 5e               | Simon Gerrans     | Australie        | Orica-GreenEDGE  | + 6 s             |
| 6e               | Nathan Haas       | Australie        | Dimension Data   | + 6 s             |
| 7e               | Alexey Tsatevitch | Russie           | Katusha          | + 6 s             |
| 8e               | Ben Swift         | Royaume-Uni      | Sky              | + 6 s             |
| 9e               | Enrico Battaglin  | Italie           | Lotto NL-Jumbo   | + 6 s             |
| 10e              | Dion Smith        | Nouvelle-Zélande | ONE              | + 6 s             |
| modifier         |                   |                  |                  |                   |

### Classements annexes
| Classement de la montagne | Classement de la montagne | Classement de la montagne | Classement de la montagne | Classement de la montagne |
| ------------------------- | ------------------------- | ------------------------- | ------------------------- | ------------------------- |
|                           | Coureur                   | Pays                      | Équipe                    | Point(s)                  |
| 1er                       | Patrick Lane              | Australie                 | Avanti IsoWhey Sports     | 8 points                  |
| 2e                        | Danilo Wyss               | Suisse                    | BMC Racing                | 5 pts                     |
| 3e                        | Alessandro De Marchi      | Italie                    | BMC Racing                | 4 pts                     |
| modifier                  |                           |                           |                           |                           |

| Classement des Metas Volantes | Classement des Metas Volantes | Classement des Metas Volantes | Classement des Metas Volantes | Classement des Metas Volantes |
| ----------------------------- | ----------------------------- | ----------------------------- | ----------------------------- | ----------------------------- |
|                               | Coureur                       | Pays                          | Équipe                        | Point(s)                      |
| 1er                           | Patrick Lane                  | Australie                     | Avanti IsoWhey Sports         | 6 points                      |
| 2e                            | Peter Kennaugh                | Royaume-Uni                   | Sky                           | 5 pts                         |
| 3e                            | Leigh Howard                  | Australie                     | IAM                           | 3 pts                         |
| modifier                      |                               |                               |                               |                               |

| Classement du meilleur jeune | Classement du meilleur jeune | Classement du meilleur jeune | Classement du meilleur jeune | Classement du meilleur jeune |
|                              | Coureur                      | Pays                         | Équipe                       | Temps                        |
| ---------------------------- | ---------------------------- | ---------------------------- | ---------------------------- | ---------------------------- |
| 1er                          | Michael Storer               | Australie                    | Équipe nationale d'Australie | en 4 h 5 min 5 s             |
| 2e                           | Alistair Donohoe             | Australie                    | Équipe nationale d'Australie | + 3 min 33 s                 |
| 3e                           | Chris Harper                 | Australie                    | State of Matter MAAP         | + 6 min 3 s                  |
| modifier                     |                              |                              |                              |                              |

| Classement par équipes | Classement par équipes | Classement par équipes | Classement par équipes |
|                        | Équipe                 | Pays                   | Temps                  |
| ---------------------- | ---------------------- | ---------------------- | ---------------------- |
| 1re                    | Sky                    | Royaume-Uni            | en 12 h 15 min 9 s     |
| 2e                     | ONE                    | Royaume-Uni            | + 6 s                  |
| 3e                     | Katusha                | Russie                 | + 11 s                 |
| modifier               |                        |                        |                        |

### UCI Oceania Tour
Cette Cadel Evans Great Ocean Road Race attribue des points pour l'UCI Oceania Tour 2016, par équipes seulement aux coureurs des équipes continentales professionnelles et continentales, individuellement à tous les coureurs sauf ceux faisant partie d'une équipe ayant un label WorldTeam.
| Position           | 1er | 2e  | 3e  | 4e  | 5e | 6e | 7e | 8e | 9e | 10e | 11e | 12e | 13e | 14e | 15e | 16e à 30e | 31e à 40e |
| Classement général | 200 | 150 | 125 | 100 | 85 | 70 | 60 | 50 | 40 | 35  | 30  | 25  | 20  | 15  | 10  | 5         | 3         |

## Liste des participants
- Liste de départ complète

| Légende | Légende                                                                            | Légende | Légende                                                    |
| ------- | ---------------------------------------------------------------------------------- | ------- | ---------------------------------------------------------- |
| Num     | Dossard de départ porté par le coureur sur cette Cadel Evans Great Ocean Road Race | Pos     | Position à l'arrivée de la course                          |
|         | Indique un maillot de champion national ou mondial, suivi de sa spécialité         | NP      | Indique un coureur qui n'a pas pris le départ de la course |
| AB      | Indique un coureur qui n'a pas terminé la course                                   | HD      | Indique un coureur qui a terminé la course hors des délais |

| Katusha KAT                          | Katusha KAT             | Katusha KAT |
| ------------------------------------ | ----------------------- | ----------- |
| Num                                  | Coureur                 | Pos         |
| 1                                    | Maxim Belkov (RUS)      | 39e         |
| 2                                    | Vladimir Isaychev (RUS) | 50e         |
| 3                                    | Sergueï Lagoutine (RUS) | 21e         |
| 4                                    | Tiago Machado (POR)     | 17e         |
| 5                                    | Egor Silin (RUS)        | AB          |
| 6                                    | Rein Taaramäe (EST)     | 36e         |
| 7                                    | Alexey Tsatevitch (RUS) | 7e          |
| Directeur sportif : Dimitri Konyshev |                         |             |

| Sky SKY                           | Sky SKY                      | Sky SKY |
| --------------------------------- | ---------------------------- | ------- |
| Num                               | Coureur                      | Pos     |
| 11                                | Ian Boswell (USA)            | 65e     |
| 12                                | Sebastián Henao (COL)        | 40e     |
| 13                                | Peter Kennaugh (GBR) (Route) | 1er     |
| 14                                | Salvatore Puccio (ITA)       | 41e     |
| 15                                | Luke Rowe (GBR)              | 13e     |
| 16                                | Ben Swift (GBR)              | 8e      |
| 17                                |                              |         |
| Directeur sportif : Gabriel Rasch |                              |         |

| BMC Racing BMC                   | BMC Racing BMC             | BMC Racing BMC |
| -------------------------------- | -------------------------- | -------------- |
| Num                              | Coureur                    | Pos            |
| 21                               | Rick Zabel (GER)           | 52e            |
| 22                               | Alessandro De Marchi (ITA) | 72e            |
| 23                               | Rohan Dennis (AUS)         | 67e            |
| 24                               | Floris Gerts (NED)         | 18e            |
| 25                               | Peter Velits (SVK)         | 68e            |
| 26                               | Danilo Wyss (SUI) (Route)  | 30e            |
| 27                               |                            |                |
| Directeur sportif : Allan Peiper |                            |                |

| Orica-GreenEDGE OGE                | Orica-GreenEDGE OGE   | Orica-GreenEDGE OGE |
| ---------------------------------- | --------------------- | ------------------- |
| Num                                | Coureur               | Pos                 |
| 31                                 | Simon Gerrans (AUS)   | 5e                  |
| 32                                 | Caleb Ewan (AUS)      | AB                  |
| 33                                 | Sam Bewley (NZL)      | AB                  |
| 34                                 | Jack Haig (AUS)       | 29e                 |
| 35                                 | Mitchell Docker (AUS) | AB                  |
| 36                                 | Damien Howson (AUS)   | 35e                 |
| 37                                 | Mathew Hayman (AUS)   | 28e                 |
| Directeur sportif : Matthew Wilson |                       |                     |

| Lotto-Soudal LTS                | Lotto-Soudal LTS        | Lotto-Soudal LTS |
| ------------------------------- | ----------------------- | ---------------- |
| Num                             | Coureur                 | Pos              |
| 41                              | Lars Bak (DEN)          | 49e              |
| 42                              | Thomas De Gendt (BEL)   | 55e              |
| 43                              | Gert Dockx (BEL)        | 26e              |
| 44                              | Adam Hansen (AUS)       | 23e              |
| 45                              | Gregory Henderson (NZL) | AB               |
| 46                              | Pim Ligthart (NED)      | 4e               |
| 47                              | Rafael Valls (ESP)      | 22e              |
| Directeur sportif : Mario Aerts |                         |                  |

| Trek-Segafredo TFS               | Trek-Segafredo TFS          | Trek-Segafredo TFS |
| -------------------------------- | --------------------------- | ------------------ |
| Num                              | Coureur                     | Pos                |
| 51                               | Eugenio Alafaci (ITA)       | AB                 |
| 52                               | Fumiyuki Beppu (JPN)        | 32e                |
| 53                               | Julien Bernard (FRA)        | AB                 |
| 54                               | Jack Bobridge (AUS) (Route) | 43e                |
| 55                               | Niccolò Bonifazio (ITA)     | 3e                 |
| 56                               | Laurent Didier (LUX)        | AB                 |
| 57                               | Ryder Hesjedal (CAN)        | 66e                |
| Directeur sportif : Kim Andersen |                             |                    |

| Lotto NL-Jumbo TLJ                | Lotto NL-Jumbo TLJ       | Lotto NL-Jumbo TLJ |
| --------------------------------- | ------------------------ | ------------------ |
| Num                               | Coureur                  | Pos                |
| 61                                | Enrico Battaglin (ITA)   | 9e                 |
| 62                                | George Bennett (NZL)     | 86e                |
| 63                                | Martijn Keizer (NED)     | 69e                |
| 64                                | Bert-Jan Lindeman (NED)  | 71e                |
| 65                                |                          |                    |
| 66                                | Maarten Tjallingii (NED) | 42e                |
| 67                                |                          |                    |
| Directeur sportif : Frans Maassen |                          |                    |

| IAM                                 | IAM                               | IAM |
| ----------------------------------- | --------------------------------- | --- |
| Num                                 | Coureur                           | Pos |
| 71                                  | Marcel Aregger (SUI)              | 45e |
| 72                                  | Leigh Howard (AUS)                | 2e  |
| 73                                  | Jarlinson Pantano (COL)           | 25e |
| 74                                  | Simon Pellaud (SUI)               | 59e |
| 75                                  | Aleksejs Saramotins (LAT) (Route) | 24e |
| 76                                  |                                   |     |
| 77                                  |                                   |     |
| Directeur sportif : Kjell Carlström |                                   |     |

| Dimension Data DDD                 | Dimension Data DDD                | Dimension Data DDD |
| ---------------------------------- | --------------------------------- | ------------------ |
| Num                                | Coureur                           | Pos                |
| 81                                 | Cameron Meyer (AUS)               | 27e                |
| 82                                 | Nathan Haas (AUS)                 | 6e                 |
| 83                                 | Tyler Farrar (USA)                | 91e                |
| 84                                 | Songezo Jim (RSA)                 | AB                 |
| 85                                 | Reinardt Janse van Rensburg (RSA) | 12e                |
| 86                                 | Jacobus Venter (RSA)              | 88e                |
| 87                                 | Mark Cavendish (GBR)              | AB                 |
| Directeur sportif : Alex Sans Vega |                                   |                    |

| UnitedHealthcare UHC               | UnitedHealthcare UHC    | UnitedHealthcare UHC |
| ---------------------------------- | ----------------------- | -------------------- |
| Num                                | Coureur                 | Pos                  |
| 91                                 | Jonathan Clarke (AUS)   | 15e                  |
| 92                                 | Adrian Hegyvary (USA)   | AB                   |
| 93                                 | Tyler Magner (USA)      | AB                   |
| 94                                 | Karl Menzies (AUS)      | AB                   |
| 95                                 | John Murphy (USA)       | 92e                  |
| 96                                 | Daniel Summerhill (USA) | AB                   |
| 97                                 | Tanner Putt (USA)       | AB                   |
| Directeur sportif : Hendrik Redant |                         |                      |

| ONE                                 | ONE                    | ONE |
| ----------------------------------- | ---------------------- | --- |
| Num                                 | Coureur                | Pos |
| 101                                 | Richard Handley (GBR)  | 70e |
| 102                                 | Kristian House (GBR)   | AB  |
| 103                                 | Joshua Hunt (GBR)      | 62e |
| 104                                 | Hayden McCormick (NZL) | 64e |
| 105                                 | James Oram (NZL)       | 20e |
| 106                                 | Dion Smith (NZL)       | 10e |
| 107                                 | Steele Von Hoff (AUS)  | 11e |
| Directeur sportif : Matthew Winston |                        |     |

| Drapac DPC                      | Drapac DPC               | Drapac DPC |
| ------------------------------- | ------------------------ | ---------- |
| Num                             | Coureur                  | Pos        |
| 111                             | Nathan Earle (AUS)       | 16e        |
| 112                             | Gavin Mannion (USA)      | 83e        |
| 113                             | Travis Meyer (AUS)       | AB         |
| 114                             | Samuel Spokes (AUS)      | 51e        |
| 115                             | Adam Phelan (AUS)        | 46e        |
| 116                             | Thomas Scully (NZL)      | AB         |
| 117                             | Bernard Sulzberger (AUS) | 31e        |
| Directeur sportif : Tom Southam |                          |            |

| Novo Nordisk TNN                    | Novo Nordisk TNN           | Novo Nordisk TNN |
| ----------------------------------- | -------------------------- | ---------------- |
| Num                                 | Coureur                    | Pos              |
| 121                                 | Scott Ambrose (NZL)        | 61e              |
| 122                                 | Corentin Cherhal (FRA)     | AB               |
| 123                                 | Gerd de Keijzer (NED)      | AB               |
| 124                                 | James Glasspool (AUS)      | AB               |
| 125                                 | Brian Kamstra (NED)        | 77e              |
| 126                                 | Christopher Williams (AUS) | AB               |
| 127                                 |                            |                  |
| Directeur sportif : Pavel Cherkasov |                            |                  |

| Nippo-Vini Fantini NIP            | Nippo-Vini Fantini NIP         | Nippo-Vini Fantini NIP |
| --------------------------------- | ------------------------------ | ---------------------- |
| Num                               | Coureur                        | Pos                    |
| 131                               | Damiano Cunego (ITA)           | 60e                    |
| 132                               | Giacomo Berlato (ITA)          | AB                     |
| 133                               | Daniele Colli (ITA)            | AB                     |
| 134                               | Nicolas Marini (ITA)           | AB                     |
| 135                               | Yūma Koishi (JPN)              | 89e                    |
| 136                               | Kazushige Kuboki (JPN) (Route) | AB                     |
| 137                               |                                |                        |
| Directeur sportif : Mario Manzoni |                                |                        |

| Avanti IsoWhey Sports AIW                    | Avanti IsoWhey Sports AIW | Avanti IsoWhey Sports AIW |
| -------------------------------------------- | ------------------------- | ------------------------- |
| Num                                          | Coureur                   | Pos                       |
| 141                                          | Joseph Cooper (NZL)       | 48e                       |
| 142                                          | Anthony Giacoppo (AUS)    | 37e                       |
| 143                                          | Patrick Lane (AUS)        | 47e                       |
| 144                                          | Robbie Hucker (AUS)       | 33e                       |
| 145                                          | Neil Van der Ploeg (AUS)  | 44e                       |
| 146                                          | Patrick Shaw (AUS)        | 63e                       |
| 147                                          | Sean Lake (AUS)           | 82e                       |
| Directeur sportif : Andrew Christie-Johnston |                           |                           |

| State of Matter MAAP SOM          | State of Matter MAAP SOM | State of Matter MAAP SOM |
| --------------------------------- | ------------------------ | ------------------------ |
| Num                               | Coureur                  | Pos                      |
| 151                               | Michael Cuming (GBR)     | AB                       |
| 152                               | Josh Taylor (AUS)        | AB                       |
| 153                               | Ryan Cavanagh (AUS)      | 58e                      |
| 154                               | Alexander Smyth (AUS)    | 80e                      |
| 155                               | Luke Parker (AUS)        | 79e                      |
| 156                               | Dylan Sunderland (AUS)   | 56e                      |
| 157                               | Chris Harper (AUS)       | 53e                      |
| Directeur sportif : Damian Harris |                          |                          |

| Data3 Cisco Racing-Scody DSR        | Data3 Cisco Racing-Scody DSR | Data3 Cisco Racing-Scody DSR |
| ----------------------------------- | ---------------------------- | ---------------------------- |
| Num                                 | Coureur                      | Pos                          |
| 161                                 | Adam Allen (AUS)             | AB                           |
| 162                                 | Kyle Bridgwood (AUS)         | AB                           |
| 163                                 | Samuel Volkers (AUS)         | AB                           |
| 164                                 | Thomas Hubbard (NZL)         | 90e                          |
| 165                                 | Alex Grunke (AUS)            | AB                           |
| 166                                 | Craig Evers (AUS)            | AB                           |
| 167                                 | Saxon Irvine (AUS)           | 54e                          |
| Directeur sportif : Peter Zijerveld |                              |                              |

| JLT Condor JLT                  | JLT Condor JLT            | JLT Condor JLT |
| ------------------------------- | ------------------------- | -------------- |
| Num                             | Coureur                   | Pos            |
| 171                             | Christopher Lawless (GBR) | 87e            |
| 172                             | Russell Downing (GBR)     | AB             |
| 173                             | Jonathan Mould (GBR)      | AB             |
| 174                             | George Atkins (GBR)       | AB             |
| 175                             | Alistair Slater (GBR)     | 85e            |
| 176                             | Steven Lampier (GBR)      | 14e            |
| 177                             | Conor Dunne (IRL)         | 84e            |
| Directeur sportif : John Herety |                           |                |

| Attaque Gusto ATG                  | Attaque Gusto ATG   | Attaque Gusto ATG |
| ---------------------------------- | ------------------- | ----------------- |
| Num                                | Coureur             | Pos               |
| 181                                | Cameron Bayly (AUS) | AB                |
| 182                                | Sam Dobbs (NZL)     | AB                |
| 183                                | Lu Shao-hsuan (TPE) | AB                |
| 184                                | Guy Kalma (AUS)     | AB                |
| 185                                | Jai Hindley (AUS)   | 74e               |
| 186                                | Ben Hill (AUS)      | 73e               |
| 187                                | Timothy Guy (AUS)   | AB                |
| Directeur sportif : Tomaž Poljanec |                     |                   |

| St George Merida STG             | St George Merida STG | St George Merida STG |
| -------------------------------- | -------------------- | -------------------- |
| Num                              | Coureur              | Pos                  |
| 191                              | Jay Dutton (AUS)     | AB                   |
| 192                              | Patrick Sharpe (AUS) | 76e                  |
| 193                              | Nicholas Woods (AUS) | AB                   |
| 194                              | Daniel Bonello (AUS) | AB                   |
| 195                              | Brodie Talbot (AUS)  | AB                   |
| 196                              | Josh Berry (AUS)     | AB                   |
| 197                              | Harrison Wiles (AUS) | AB                   |
| Directeur sportif : Brett Dutton |                      |                      |

| Kenyan Riders Downunder KRD         | Kenyan Riders Downunder KRD | Kenyan Riders Downunder KRD |
| ----------------------------------- | --------------------------- | --------------------------- |
| Num                                 | Coureur                     | Pos                         |
| 201                                 | Jason Christie (NZL)        | 34e                         |
| 202                                 | Nick Miller (NZL)           | AB                          |
| 203                                 | Suleiman Kangangi (KEN)     | 75e                         |
| 204                                 | Nathan Elliott (AUS)        | AB                          |
| 205                                 | Joseph Gichora (KEN)        | AB                          |
| 206                                 | Morgan Smith (NZL)          | AB                          |
| 207                                 | Geoffrey Langat (KEN)       | AB                          |
| Directeur sportif : Stewart Crowley |                             |                             |

| Équipe nationale d'Australie AUS | Équipe nationale d'Australie AUS | Équipe nationale d'Australie AUS |
| -------------------------------- | -------------------------------- | -------------------------------- |
| Num                              | Coureur                          | Pos                              |
| 211                              | Alistair Donohoe (AUS)           | 38e                              |
| 212                              | Benjamin Dyball (AUS)            | AB                               |
| 213                              | Samuel Jenner (AUS)              | 81e                              |
| 214                              | Angus Lyons (AUS)                | 57e                              |
| 215                              | Mathew Ross (AUS)                | 78e                              |
| 216                              | Nick Schultz (AUS)               | AB                               |
| 217                              | Michael Storer (AUS)             | 19e                              |
| Directeur sportif : James Victor |                                  |                                  |